# Halifax (Vermont)
Halifax és una població dels Estats Units a l'estat de Vermont. Segons el cens del 2000 tenia 782 habitants.

## Demografia
Segons el cens del 2000, Halifax tenia 782 habitants, 312 habitatges, i 209 famílies. La densitat de població era de 7,6 habitants per km².
Dels 312 habitatges en un 32,1% hi vivien nens de menys de 18 anys, en un 51,9% hi vivien parelles casades, en un 9,9% dones solteres, i en un 33% no eren unitats familiars. En el 22,1% dels habitatges hi vivien persones soles el 8,7% de les quals corresponia a persones de 65 anys o més que vivien soles. El nombre mitjà de persones vivint en cada habitatge era de 2,51 i el nombre mitjà de persones que vivien en cada família era de 2,92.
Per edats la població es repartia de la següent manera: un 24,7% tenia menys de 18 anys, un 5,4% entre 18 i 24, un 26,3% entre 25 i 44, un 29,4% de 45 a 60 i un 14,2% 65 anys o més.
L'edat mediana era de 42 anys. Per cada 100 dones de 18 o més anys hi havia 93,1 homes.
La renda mediana per habitatge era de 36.458 $ i la renda mediana per família de 41.667 $. Els homes tenien una renda mediana de 29.000 $ mentre que les dones 23.542 $. La renda per capita de la població era de 17.738 $. Entorn del 9,3% de les famílies i el 16,2% de la població estaven per davall del llindar de pobresa.